# Rifat Ortiqov
Rifat Rimatovich Ortiqov (russisch Рифат Риматович Артиков / Rifat Rimatowitsch Artikow; * 24. Januar 1983 in der Provinz Taschkent) ist ein ehemaliger usbekischer Leichtathlet, der sich auf den Zehnkampf spezialisiert hat.

## Sportliche Laufbahn
Erste internationale Erfahrungen sammelte Rifat Ortiqov im Jahr 2001, als er bei den Juniorenasienmeisterschaften in Bandar Seri Begawan mit 6077 Punkten den sechsten Platz im Zehnkampf belegte. Im Jahr darauf gelangte er bei den Juniorenweltmeisterschaften in Kingston mit 9456 Punkten auf Rang 16 und gewann anschließend bei den Juniorenasienmeisterschaften in Bangkok mit 6809 die Bronzemedaille. 2004 sicherte er sich dann bei den erstmals in Teheran ausgetragenen Hallenasienmeisterschaften mit 5299 Punkten die Bronzemedaille im Siebenkampf hinter dem Kasachen Pawel Dubizki und Mohammad Ahmad Hosseini aus dem Iran. 2006 erreichte er bei den Hallenasienmeisterschaften in Pattaya mit 5061 Punkten Rang fünf und im Jahr darauf brachte er bei den Asienmeisterschaften in Amman im Stabhochsprung keinen gültigen Versuch zustande, ehe er bei den Militärweltspiele in Hyderabad mit 6745 Punkten den vierten Platz im Zehnkampf belegte. 2009 belegte er bei den Asienmeisterschaften in Guangzhou mit 6678 Punkten den sechsten Platz und auch bei den Asienspielen ebendort im Jahr darauf wurde er mit 7568 Punkten Sechster. 2011 musste er bei seinen Wettkampf bei den Asienmeisterschafte in Kōbe vorzeitig beenden und 2012 nahm er an den Olympischen Spielen in London teil und klassierte sich dort mit 7203 Punkten auf dem 26. Platz und beendete damit seine aktive sportliche Karriere im Alter von 29 Jahren.
2005 wurde Ortiqov usbekischer Meister im Zehnkampf sowie 2004 Hallenmeister im Siebenkampf.

## Persönliche Bestleistungen
- Zehnkampf: 7975 Punkte: 12. Juni 2011 in Taschkent
  - Siebenkampf (Halle): 5299 Punkte: 7. Februar 2004 in Teheran